# Kolotoúmba
 (juillet 2025).
Le terme « kolotoúmba » (grec moderne : κωλοτούμπα signifiant saut périlleux) a été largement utilisé par les médias et les politiciens en Grèce pour indiquer l'incohérence politique et le renversement complet d'un parti ou d'une personnalité politique par rapport à ses positions ou opinions politiques d'origine,.
Ce terme grec s'est internationalisé notamment après l'été 2015 - à l'occasion de la transformation politique totale d' Alexis Tsipras et de son accord avec la «Troïka» - et a été largement utilisé par les médias internationaux pour décrire ce phénomène.

## Histoire
Politiquement, le terme a été utilisé par les hommes politiques en Grèce, mais assez rarement. Le terme a commencé à être mentionné très fréquemment dans plusieurs médias grecs dès 2015 pour caractériser le changement politique total du Premier ministre de l'époque, Alexis Tsipras, espécialement après le «non» au référendum qu'il avait convoqué et son accord avec la «Troïka» en juillet 2015,,. Cependant, depuis lors, le terme est largement utilisé pour désigner tout homme politique qui change radicalement d’avis.
Le terme plus poli κυβίστηση, qui signifie également saut périlleux, était également utilisé de manière métaphorique pour décrire un homme politique se retirant de ses vues ou positions initiales, et un renversement complet par rapport à ce qu'il soutenait initialement,,,.

## Internationalisation
Selon une source, «le mot (kolotoúmba) a dominé et caractérisé la scène politique grecque et la majorité des partis et de leurs représentants et, pour ceux qui l'ignorent, il a été adopté de manière informelle à Bruxelles. Il est prononcé avec un léger accent étranger dans les couloirs de la Commission lorsqu'ils veulent caractériser comment quelqu'un a opéré un changement radical par rapport à ce qu'ils soutenaient auparavant .»
Le terme est apparu en janvier 2015, quelques jours seulement après la formation du gouvernement d’Alexis Tsipras, dans le journal allemand Die Zeit. En avril de la même année, il a été utilisé dans un article du journal britannique Financial Times. En juillet de la même année, il apparaît en première page du journal belge De Standaard. Elle a été suivie par un certain nombre de médias internationaux,,,.
En 2017, le journal espagnol El País, expliquant qu'il s'agit d'un terme politique grec (Kolotumba es un concepto politico griego), l'a utilisé pour désigner un événement politique en Espagne. Plus précisément, l'article faisait référence à la «kolotumba» catalane, selon le journal, c'est-à-dire à la révocation de la déclaration d'indépendance de la Catalogne par le parlement régional catalan dans un délai d'une semaine. La même année, le terme a été réutilisé par le Financial Times pour critiquer la Première ministre britannique de l'époque, Theresa May, pour sa position politique concernant le Brexit.
En 2019, le terme a été utilisé par le journal portugais Público.

## Sources
- (el) « Η «κωλοτούμπα» έγινε διεθνής πολιτικός όρος », ΠΟΛΙΤΗΣ,‎ 12 octobre 2017 (consulté le 6 septembre 2024)
- (el) Τζίμας, « Η «κωλοτούμπα» στο πολιτικό λεξιλόγιο », Η ΚΑΘΗΜΕΡΙΝΗ,‎ 26 janvier 2015 (consulté le 6 septembre 2024)
- (el) Γιαννακά, « Όταν η kolotoumpa έγινε διεθνής όρος », iefimerida.gr,‎ 5 juillet 2021 (consulté le 6 septembre 2024)